# Lokalbahn Enzersdorf bei Staatz–Poysdorf
| ÖBB 5145 in Poysdorf (1985) |                      |                                |                                |
| Streckennummer: | 185 01               |                                |                                |
| Streckenlänge: | 9,20 km              |                                |                                |
| Spurweite: | 1435 mm (Normalspur) |                                |                                |
| |                      |                                |                                |
| \| \| \| Laaer Ostbahn von Wien \| \| \| \| 0,00 \| Enzersdorf bei Staatz \| Enzersdorf bei Staatz \| \| \| \| Laaer Ostbahn nach Laa/Thaya \| \| \| \| 2,68 \| Ameis \| Ameis \| \| \| 6,70 \| Kleinhadersdorf – Maria Bründl \| Kleinhadersdorf – Maria Bründl \| \| \| 9,20 \| Poysdorf \| Poysdorf \| \| \| \| nach Dobermannsdorf \| \| |                      |                                |                                |
| Strecke |                      | Laaer Ostbahn von Wien         | Laaer Ostbahn von Wien         |
| Bahnhof | 0,00                 | Enzersdorf bei Staatz          | Enzersdorf bei Staatz          |
| Abzweig ehemals geradeaus und nach links |                      | Laaer Ostbahn nach Laa/Thaya   | Laaer Ostbahn nach Laa/Thaya   |
| Haltepunkt / Haltestelle (Strecke außer Betrieb) | 2,68                 | Ameis                          | Ameis                          |
| Haltepunkt / Haltestelle (Strecke außer Betrieb) | 6,70                 | Kleinhadersdorf – Maria Bründl | Kleinhadersdorf – Maria Bründl |
| Bahnhof (Strecke außer Betrieb) | 9,20                 | Poysdorf                       | Poysdorf                       |
| Strecke (außer Betrieb) |                      | nach Dobermannsdorf            | nach Dobermannsdorf            |

Die Lokalbahn Enzersdorf bei Staatz–Poysdorf war eine Nebenbahnstrecke im Weinviertel. Sie verlief von Enzersdorf bei Staatz nach Poysdorf.

## Geschichte
Am 6. September 1888 wurde die 9,1 Kilometer lange Lokalbahn Enzersdorf–Poysdorf von der Österreich-Ungarischen Staats-Eisenbahn-Gesellschaft (StEG) eröffnet. Am Endpunkt wurde 1907 die Bahnstrecke Dobermannsdorf–Poysdorf der Niederösterreichischen Landesbahnen angeschlossen. Alle privaten Bahngesellschaften wurden per 1. Jänner 1908 verstaatlicht, womit der Betrieb auf der Strecke an die k.k. Staatsbahnen überging. Nach dem Ersten Weltkrieg übernahmen schließlich die BBÖ die Strecke und schlossen sie betrieblich mit der anschließenden Strecke nach Dobermannsdorf zusammen. 1927 wurde der Oberbau der Strecke erneuert und die Streckenhöchstgeschwindigkeit konnte mit 27. April 1929 von 25 auf 50 km/h angehoben werden.
Zuletzt war die Strecke ein Einsatzgebiet der Vorkriegs-Dieseltriebwagen ÖBB 5041. Der Verkehr zwischen Enzersdorf und Poysdorf wurde am 8. August 1977 aufgrund Geldmangels und nicht vorhandenem politischen Interesse eingestellt. Grund waren einige marode Schwellen zwischen Ameis und Poysdorf, für die jedoch schon Ersatz bereitstand. Kurz nach der Einstellung wurden bereits die Gleise zwischen Ameis und Poysdorf abgebaut und Brücken abgebrochen. Bis Ameis gab es bis 1988 noch einen Anschlussbahn-Güterverkehr, mit 29. Mai 1988 wurde die verbliebene Strecke schließlich aufgelassen.

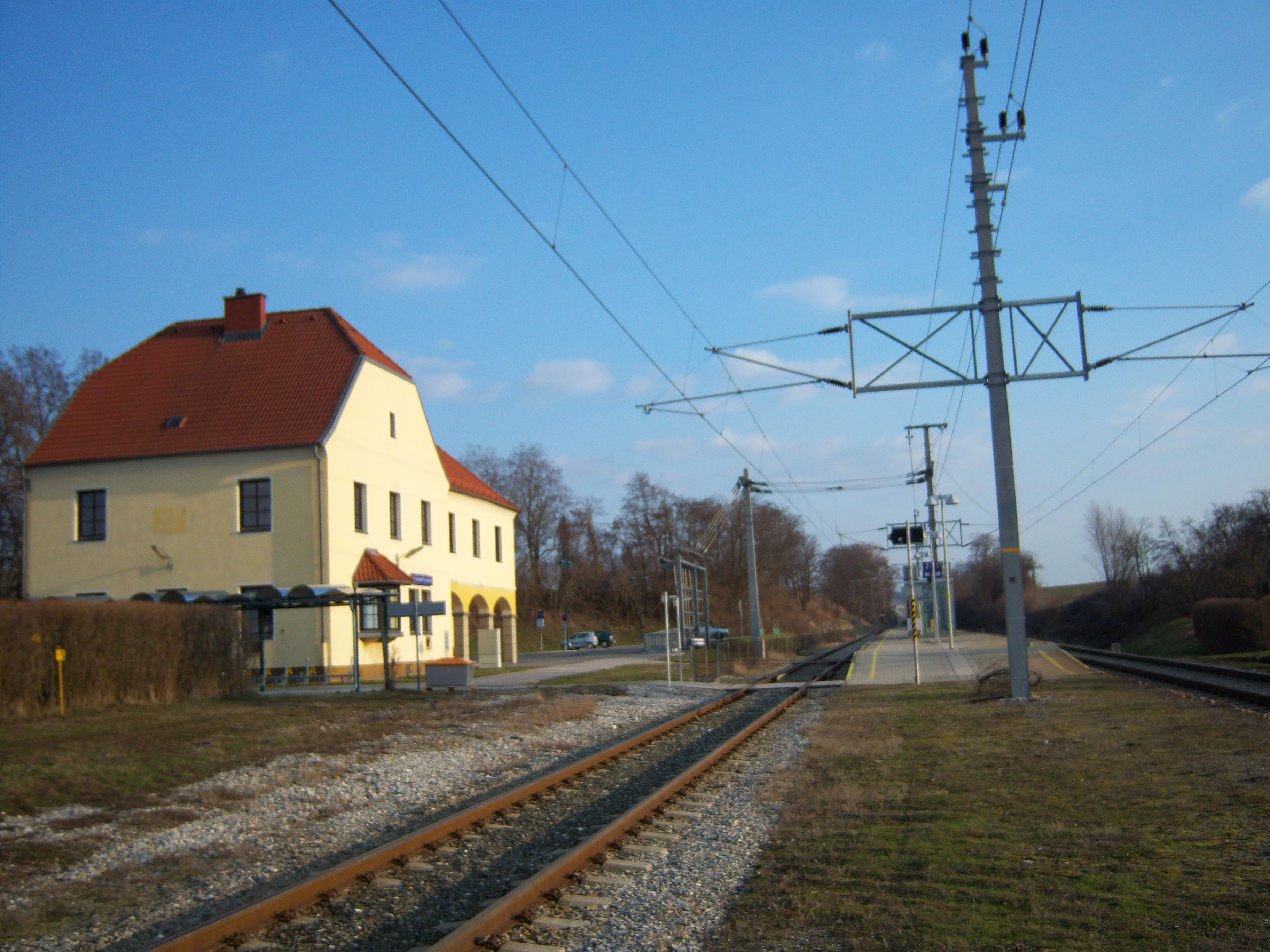
Anfangsbahnhof Enzersdorf bei Staatz
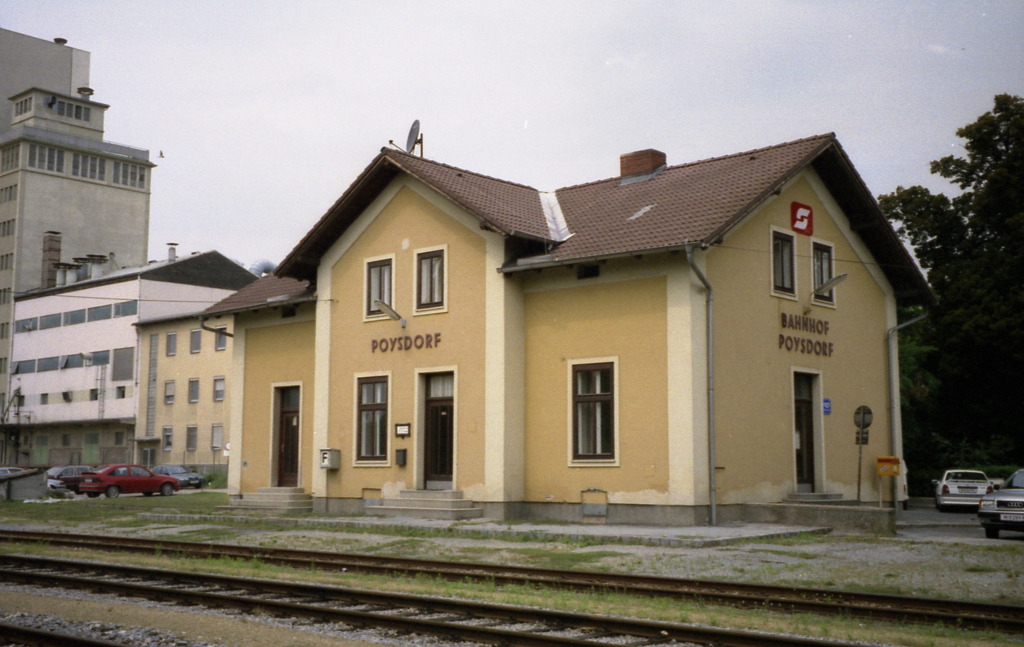
Bahnhof Poysdorf
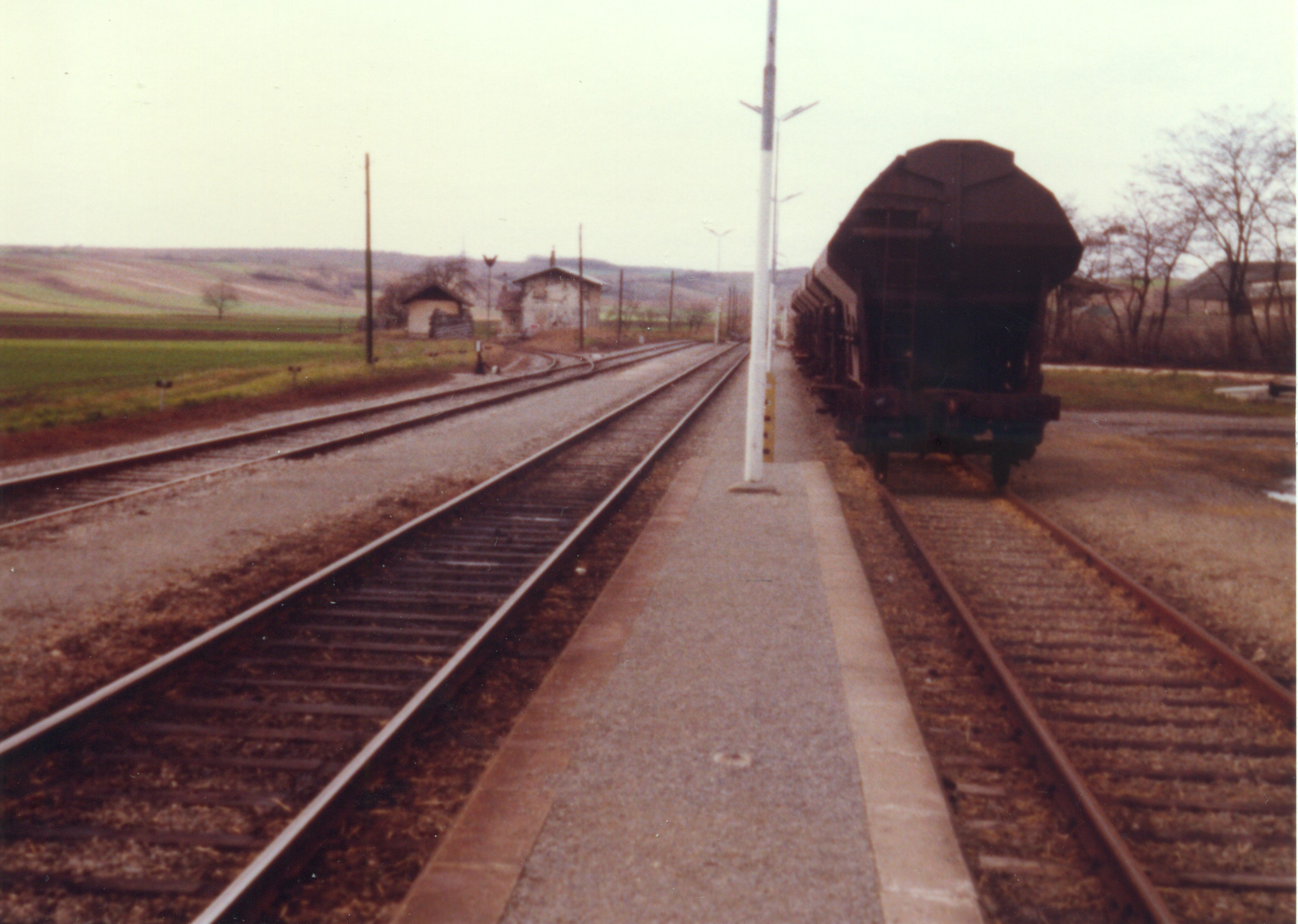
Güterwagen in Poysdorf (1985)
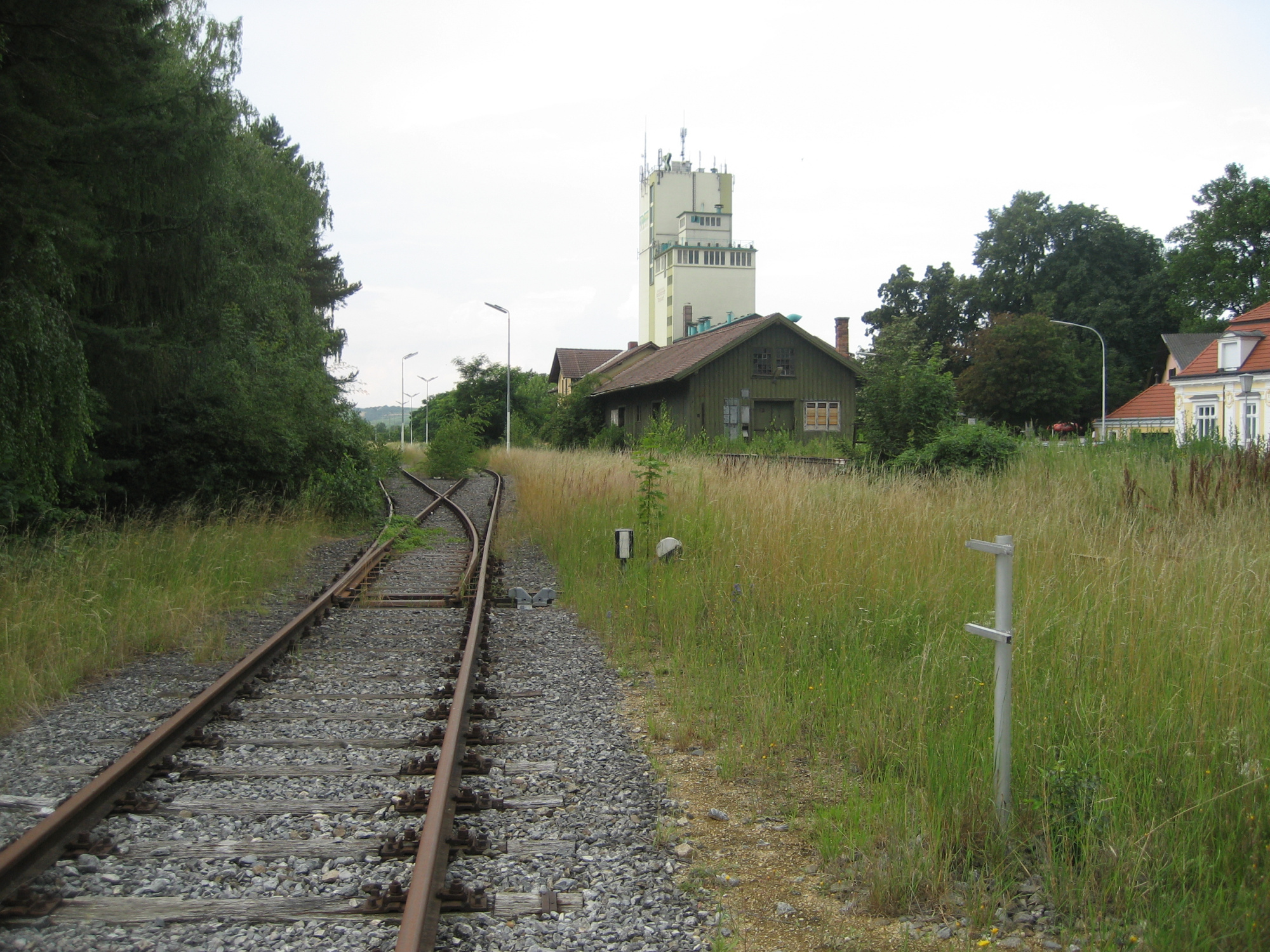
Einfahrtsbereich vom Bahnhof Poysdorf